# تای سیمپکینز
تای سیمپکینز (به انگلیسی: Ty Simpkins) (زاده ۶ اوت ۲۰۰۱)، بازیگر آمریکایی است.
از فیلم‌های معروف او می‌توان به بازی در فیلم‌های مرد آهنی ۳، کاپیتان آمریکا جنگ داخلی، دنیای ژوراسیک، مردان خوب، چمن‌زار، توطئه آمیز و جلاد و سریال شوالیه ماه اشاره کرد.
همچنین او در نقش توماس در فیلم وال ایفای نقش کرده‌است.